# Beira, Mozambic
Beira   este un oraș  în  Mozambic, port la Oceanul Indian. Este reședința  provinciei  Sofala.

## Orașe și comunități înfrățite
- Tighina , Moldova

## Personalități născute aici
- Carlos Cardoso (1951 - 2000), jurnalist;
- Mia Couto (n. 1955), scriitor;
- Tasha de Vasconcelos (n. 1966), actriță;
- Pedro Boese (n. 1972), pictor;
- Reinildo Mandava (n. 1994), fotbalist.